# Ilanka (rzeka)
Ilanka (niem. Eilang) – rzeka, prawy dopływ Odry o długości 57,91 km i powierzchni zlewiska 437,4 km².

## Przebieg i dorzecze
Rzeka płynie w województwie lubuskim. Wypływa z jeziora Trawno, położonego na południe od Torzymia. Płynie przez Pojezierze Lubuskie, mniej więcej równolegle do sąsiedniej Pliszki. Przepływa przez Torzym, Rzepin, Starościn, Nowy Młyn, Maczków, Rybocice i Świecko. Uchodzi do Odry w jej 578,7 km, na zachód od Świecka. 
Dzięki zjawisku bifurkacji część wody z Ilanki płynie poprzez dorzecze rzeki Postomia do Warty. Nieco powyżej Rzepina rzeka wpływa do szerokiej doliny i dalej płynie przez tereny częściowo zabagnione. W dolnym biegu, w rejonie Rybocic wpływa w Dolinę Środkowej Odry. Jej lewobrzeżnym dopływem jest Rzepia, a prawobrzeżnym Cierniczka.

## Przyroda
Na dużym odcinku biegu rzeki, nad jej brzegiem zachowały się naturalne łęgi olszowe, a na skrzydłach doliny olsy. Nad brzegiem roślinność szuwarowa. W dolnym biegu między Maczkowem a Rybocicami można spotkać żółwia błotnego, a przy brzegach na korzeniach olchy lub na zanurzonym drewnie nierzadkie są zielone kolonie nadecznika (przedstawiciel gąbek).

## Turystyka i wędkarstwo
Ilanka w swoim środkowym i dolnym biegu od Młyna Rojek (między Bielicami a Wystokiem) jest spławna, ale jest bardzo uciążliwym szlakiem kajakowym (bardzo duża liczba przenosek). Dla wędkarzy rzeka staje się atrakcyjna począwszy od jeziora Pniów. Bytują tam m.in. okonie. Od młyna Rojek Ilanka przekształca się w rzekę pstrągową. Pstrągi potokowe dorastają tu do długości 45 cm.